# Magosliget
Magosliget község Szabolcs-Szatmár-Bereg vármegyében, a Fehérgyarmati járásban.

## Fekvése
A vármegye keleti részén, a Szatmári-síkságon, közvetlenül a magyar-ukrán határ mellett fekszik.
A határ magyar oldalán csak három településsel határos: észak felől a szomszédja Uszka, dél felől Kispalád, délnyugat felől pedig Botpalád. Északkeleti irányból az ukrajnai Tiszabökény (Тисобикень) a legközelebbi település, de valószínűleg szomszédos Tiszapéterfalvával (Пийтерфолво) is.
A környező települések közül Uszka 3, Tiszabecs 7, Kispalád 5, Milota pedig 11 kilométer távolságra található.

### Megközelítése
A településen végighalad, nagyjából délnyugat-északkeleti irányban a 4143-as út, közúton csak ezen érhető el, a két végponti település, Gacsály és Tiszabecs felől is.
Vasútvonal az egész szatmári térséget alig érinti, a legközelebbi vasúti csatlakozási pontok Zajta vasútállomás vagy Rozsály megállóhely a MÁV Nyíregyháza–Mátészalka–Zajta-vasútvonalán, mindkettő több mint 20 kilométerre.

## Története
Magosligetről az első írott adat 1493-ból ismert, nevét ekkor Magaslygednek írták.
A Paládsággal együtt a Csaholyi család birtoka volt. A Csaholyiakat 1429-ben iktatták be itteni birtokrészeikbe.
Az 1429-es oklevélben a település neve Magos Mart néven volt írva. 1429-ben a Csaholyi lányok fiúsítása után mellettük még Gödényházy István kapta meg a birtok másik felét. 1463-ban Csató Gergely is kapott benne egy részt.
A 17. században az egész birtok összesen kilenc telekből állott és a Brebiri Melith család birtoka volt.
A későbbiekben a Szatmári vár birtokai közé tartozott.
1720-ban Pelsőczy György kapott itt királyi adományt.
1752-ben gróf Teleki László és felesége kérték fel; 1765-ben Mária Terézia királynő Hagara Pálnak adta.
Innen veszi a Hagara család előnevét is. E családé volt a 19. század végéig.

## Közélete

### Polgármesterei
- 1990–1994: Kelemen Béla (független)[3]
- 1994–1998: Kelemen Béla (MSZP)[4][5]
- 1998–2002: Kelemen Béla (MSZP)[6][7]
- 2002–2006:  Kelemen Béla (MSZP)[8][9]
- 2006–2010: Horváthné Orbán Katalin (Fidesz)[10][11]
- 2010–2014: Horváthné Orbán Katalin (független)[12]
- 2014–2019: Horváthné Orbán Katalin (Fidesz-KDNP)[13][14]
- 2019–2024: Horváthné Orbán Katalin (Fidesz-KDNP)[15]
- 2024– : Orbán Károly (Fidesz-KDNP)[1]

## Népesség
Magosliget népessége 2011-ben még 251 fő volt, amely 2016 elejére 346 főre emelkedett. Ennek okai közt főleg az ukrán-magyar határ túloldaláról átköltöző népesség.
A település népességének változása:
| Lakosok száma | 283  | 291  | 315  | 311  | 293  | 301  | 302  |
|               | 2013 | 2014 | 2015 | 2021 | 2022 | 2023 | 2024 |

2001-ben a település lakosságának 84%-a magyar, 16%-a cigány nemzetiségűnek vallotta magát.
A 2011-es népszámlálás során a lakosok 98,9%-a magyarnak, 31,7% cigánynak, 0,4% ruszinnak, 1,1% ukránnak mondta magát (1,1% nem nyilatkozott; a kettős identitások miatt a végösszeg nagyobb lehet 100%-nál). A vallási megoszlás a következő volt: római katolikus 5,9%, református 72,7%, görögkatolikus 0,4%, felekezeten kívüli 7,4% (2,6% nem válaszolt).
2022-ben a lakosság 89,4%-a vallotta magát magyarnak, 3,8% cigánynak, 0,3% ukránnak, 0,3% egyéb, nem hazai nemzetiségűnek (10,6% nem nyilatkozott; a kettős identitások miatt a végösszeg nagyobb lehet 100%-nál). Vallásuk szerint 0,7% volt római katolikus, 60,4% református, 3,1% görög katolikus, 16% egyéb keresztény, 5,5% felekezeten kívüli (14% nem válaszolt).

## Nevezetességei
- Református templom - 1828-ban épült.
- Cserköz-erdő

## Magosliget az irodalomban
Magosligeten játszódik Móricz Zsigmond A boldog ember (1935) című regénye, ami egy magosligeti parasztember – a helybeli Papp Mihályról mintázott –, Joó György élettörténetén keresztül mutatja be a 20. század elejei paraszti életet.